# Ion Neculce, Iași
Ion Neculce (în trecut, Prigorenii Mici) este un sat în comuna cu același nume din județul Iași, Moldova, România.

## Personalități marcante
- Ion Neculce (1672-1745), cronicar

## Legături externe
Materiale media legate de Ion Neculce la Wikimedia Commons